# Penzberg
Penzberg is een gemeente in de Duitse deelstaat Beieren, gelegen in het Landkreis Weilheim-Schongau. De stad telt 16.510 inwoners.

## Geografie
Penzberg heeft een oppervlakte van 25,73 km² en ligt in het zuiden van Duitsland.

## Geschiedenis
Toen aan het eind van de Tweede Wereldoorlog de ineenstorting van nazi-Duitsland op handen was en het Amerikaanse leger de stad naderde, wilden plaatselijke leiders van de nazi's in het kader van de tactiek van de verschroeide aarde de kolenmijn opblazen die voor de stad van vitaal belang was. De bevolking kwam hiertegen in opstand: op 28 april 1945 werd onder aanvoering van de voormalige sociaaldemocratische burgemeester Hans Rummer de zittende nazi-burgemeester afgezet. Hierop werden Rummer en de andere leiders van deze opstand zonder vorm van proces geëxecuteerd door een eenheid weerwolven om aldus het oproer in de kiem te smoren. Daags daarop arriveerde het Amerikaanse leger. Dit bloedbad aan de vooravond van de capitulatie van nazi-Duitsland is bekend geworden als de Penzberger Moordnacht. De voorgenomen vernietiging van de mijn was wel verhinderd. Deze zou in gebruik blijven tot aan de sluiting om economische redenen in 1966; de naastgelegen elektriciteitscentrale werd stilgelegd in 1971.